# Verwachting (sociologie)

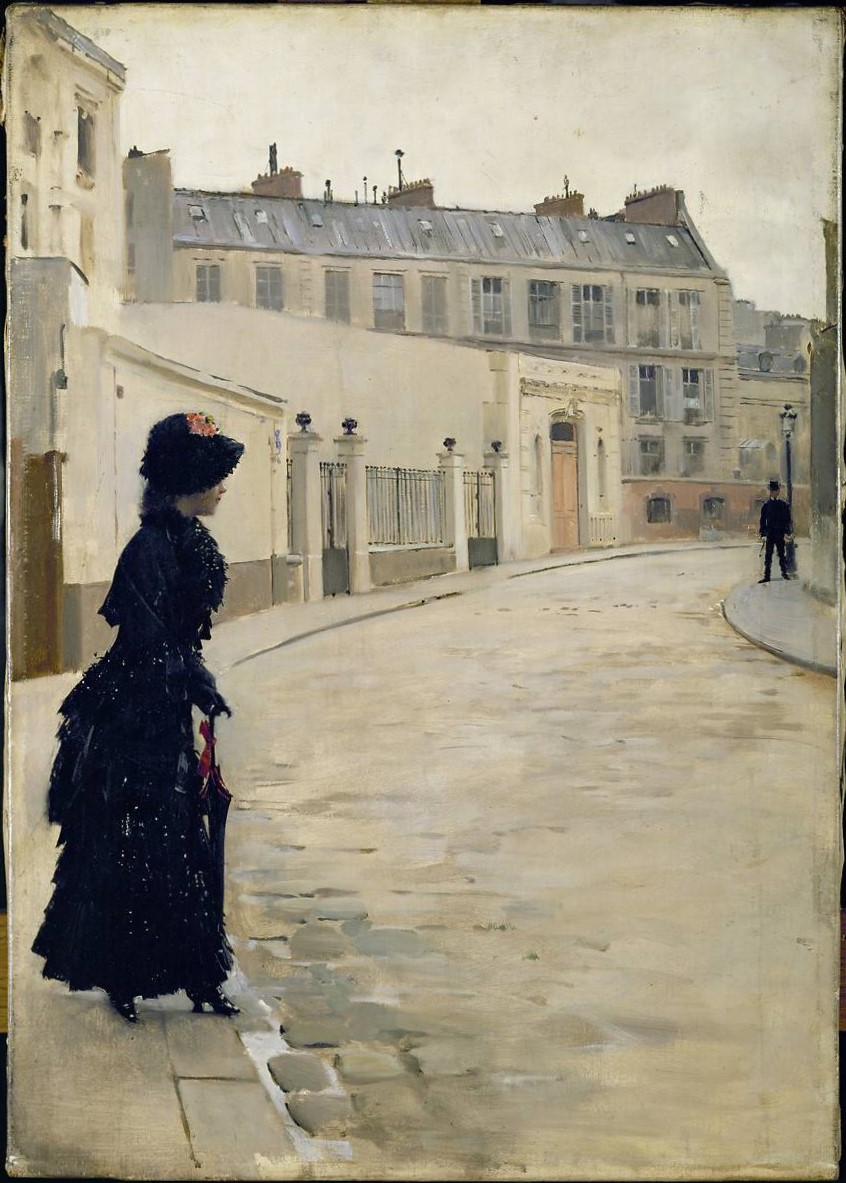
Verwachting, geschilderd door Jean Béraud.

Verwachting is de aanname of hoop dat een handeling of gebeurtenis ook werkelijk plaats gaat vinden. Een verwachting kan realistisch zijn, maar dat hoeft niet.
Als een verwachting niet uitkomt, kan er sprake zijn van acceptatie, maar ook van teleurstelling, verwarring, onzekerheid en angst.
Verwachtingen worden ook wel gedefinieerd als datgene waardoor men sneller reageert wanneer de verwachting klopt. Dit betreft dan met name een operationele definitie. Met name uit proefpersoonexperimenten is bekend dat als mensen vermoeden of verwachten dat een bepaalde stimulus verschijnt dat men dan sneller is in het genereren van een respons. In dit geval gaat het dan ook om (correcte) verwachtingen.

## Sociale interactie
Verwachtingen spelen een belangrijke rol bij sociale interacties. Zolang dit gedeelde verwachtingen zijn en iedereen daar naar handelt, stroomlijnt dit de interacties. Instituties spelen een belangrijke rol in het bij het tot stand komen van gedeelde verwachtingen.
Naast algemene verwachtingen die gelden voor iedereen in de samenleving, zijn er specifieke verwachtingen die bij een bepaalde sociale rol horen. Zelfs gedeelde verwachtingen kunnen echter strijdig zijn. Dit rolconflict treedt op als de taken die horen bij een bepaalde rol niet tegelijkertijd uitgevoerd kunnen worden. Omdat niet alle onderlinge afhankelijkheden volledig zijn te overzien, is het geheel van alle interacties voor een groot deel een blind proces.

In dit verband wordt ook wel gesproken van het omdat- en het opdat-motief. Een omdat-motief is de reactie op gebeurtenissen uit het verleden, terwijl het opdat-motief is gebaseerd op verwachtingen over de toekomst.

### Thomas-regel
Volgens de Thomas-regel hebben situaties werkelijke gevolgen als mensen deze als werkelijk definiëren. De definitie van de situatie is dus van invloed op het handelen. Dit principe ligt aan de zelfbevestigende voorspelling ten grondslag waarbij het maken van de voorspelling alleen al de voorspelling uit laat komen. Het tegenovergestelde is ook mogelijk en wordt de zelfweerleggende voorspelling genoemd.